# Pahlawan
Pahlawan – brunejski kuter artyleryjski, a następnie kuter rakietowy z lat 60. XX wieku. Okręt został zwodowany 5 grudnia 1966 roku w brytyjskiej stoczni Vosper Thornycroft w Portsmouth, a do służby w Królewskiej Marynarce Wojennej Brunei wszedł w październiku 1967 roku. Jednostkę skreślono z listy floty w 1977 roku.

## Projekt i budowa
„Pahlawan” został zamówiony przez rząd Brunei w brytyjskiej stoczni Vosper Thornycroft w Portsmouth 10 grudnia 1965 roku. Okręt miał drewniany, klejony żywicą kadłub i wykonaną z aluminium nadbudówkę, a jego konstrukcja była oparta na budowanych dla Danii kutrach torpedowych typu Søløven.
Stępkę okrętu położono w 1965 roku, a zwodowany został 5 grudnia 1966 roku.

## Dane taktyczno-techniczne
Okręt był niewielkim kutrem o długości całkowitej 30,17 metra (29,26 m na linii wodnej i 27,43 między pionami), szerokości 7,68 metra i zanurzeniu 2,13 metra. Wyporność standardowa wynosiła 95 ton, zaś pełna 114 ton. Okręt napędzany był przez trzy turbiny gazowe Bristol Proteus o łącznej mocy 12 750 KM, poruszające poprzez wały napędowe trzema śrubami. Napęd pomocniczy stanowiły dwa marszowe silniki wysokoprężne General Motors 6V71 o łącznej mocy 460 KM (napędzające zewnętrzne śruby). Maksymalna prędkość jednostki wynosiła 57 węzłów (z wykorzystaniem silników marszowych – 10 węzłów). Zasięg wynosił 2300 Mm przy prędkości 10 węzłów (lub 450 Mm przy prędkości maksymalnej).
Uzbrojenie artyleryjskie jednostki składało się z pojedynczego działka Bofors 315 kal. 40 mm L/70 oraz pojedynczego działka Hispano-Suiza HS.404 kal. 20 mm Mark 7 L/80. W 1972 roku na okręcie zamontowano cztery podwójne wyrzutnie przeciwokrętowych pocisków rakietowych SS-12M, z łącznym zapasem ośmiu pocisków. Wyposażenie radioelektroniczne obejmowało radar nawigacyjny Decca TM 616.
Załoga okrętu składała się z 20 oficerów, 20 podoficerów i marynarzy.

## Służba
Uroczyste wcielenie „Pahlawana” do służby w Królewskiej Marynarce Wojennej Brunei nastąpiło 19 października 1967 roku. W maju 1972 roku okręt trafił na remont do stoczni Vosper Thornycroft w Singapurze, gdzie przebudowano go na kuter rakietowy, montując wyrzutnie dla ośmiu przeciwokrętowych pocisków rakietowych SS-12M. Jednostka została skreślona z listy floty w 1977 roku.